# Zehn Whiskys und ein Soda
Zehn Whiskys und ein Soda ist ein Pseudonym/Alias der deutschen Schlager- und Schlagerjazz-Band Comedien-Quartett, unter dem diese Anfang der 1950er Jahre besonders erfolgreich war. Ihre Single Wir, wir, wir, haben ein Klavier erschien 1953 und wurde ein Nummer-eins-Hit in Deutschland. 

## Geschichte der Band
1947 gründete sich das Comedien-Quartett als Nachfolge-Formation, des 1941 aufgelösten Meistersextetts. Zu seinen Mitgliedern gehörten Herbert Imlau, Karl-Heinz Nowak, Fred Ritter und Wolf-Werner Schliebitz, die aus dem Umfeld von Karl Golgowsky kamen. Das Quartett veröffentlichte unter verschiedenen Namen wie etwa Zehn Whiskys und ein Soda, Die Wodkas und Singende Seesterne ihre Aufnahmen. Daneben waren sie auch unter ihrem eigentlichen Namen aktiv und traten als Begleitung verschiedener Interpreten in Erscheinung (z. B. für Bibi Johns’ Hit Bella Bimba). Später waren sie Teil der Bands Die Sieben Raben und Die Ponny-Boys. 
Ihren größten Erfolg hatten sie 1954 mit dem Schlager Wir, wir, wir, haben ein Klavier, der die deutschen Singlecharts der Zeitschrift Automatenmarkt im März und April 1954 anführte. 1955 waren sie im Filmlustspiel Liebe, Tanz und 1000 Schlager zu sehen.

## Diskografie

### Singles
| Jahr | Titel Album                      | Höchstplatzierung, Gesamtwochen, AuszeichnungChartsChartplatzierungen (Jahr, Titel, Album, Platzierungen, Wochen, Auszeichnungen, Anmerkungen) | Anmerkungen                                  |
| Jahr | Titel Album                      | DE | Anmerkungen                                  |
| ---- | -------------------------------- | --- | -------------------------------------------- |
| 1953 | Wir, Wir, Wir, haben ein Klavier | DE1 (12 Wo.)DE | B-Seite: Dann ist er furchtbar müde          |
| 1953 | Dann ist er furchtbar müde       | DE8 (12 Wo.)DE | B-Seite von Wir, Wir, Wir, haben ein Klavier |
| 1954 | Balalalalaika                    | DE16 (4 Wo.)DE | als Die Wodkas B-Seite: Igen                 |
| 1954 | Igen                             | DE23 (8 Wo.)DE | als Die Tokayer B-Seite: Balalalalaika       |
| 1955 | Jazz Anno Dreißig                | DE27 (4 Wo.)DE | B-Seite von Nimm das Pianoforte fort         |

grau schraffiert: keine Chartdaten aus diesem Jahr verfügbar
Weitere Singles
- 1954: Bimbo / Oh, wie wohl tut der Alkohol

## Belege
1. 1 2  Manfred J. Franz Deutsche Musik-Charts 1954, Netclip GmbH 2012, S. 35.
2. 1 2  Jörg Amtage, Matthias Müller: Alle Hits aus Deutschlands Charts 1954-2003 Band 2, Pro Business 2003, S. 655.
3. ↑  Comedien-Quartett. In: discogs.com. Abgerufen am 24. Juli 2016.
4. ↑  Details zu Bibi Johns „Bella Bimba“. In: discogs.com. Abgerufen am 25. Juli 2016.
5. ↑  Chartquellen: Zehn Whiskys Die Wodkas Die Tokayer